# Vinipotok
Vinipotok – wieś w Chorwacji, w żupanii krapińsko-zagorskiej, w gminie Lobor. W 2011 roku liczyła 400 mieszkańców.